# Neophocaena asiaeorientalis
Neophocaena asiaeorientalis — вид морських ссавців з родини фоценових.

## Таксономічні примітки
Вид був відділений від N. phocaenoides і раніше включав N. sunameri.

## Середовище проживання
Загалом цей вид зустрічається у вузькій смузі мілководдя (зазвичай глибиною <50 м) прибережної води навколо західної частини Тихого океану від Тайванської протоки до вод північного Китаю, Кореї та північного Хонсю, Японія. Однак вони також можуть траплятися на мілководді (глибиною <200 м) досить далеко від берега (до 240 км). Здається, вони віддають перевагу водам із піщаним або м'яким дном. Поширення також включає кілька естуаріїв і річок. Освоєння прибережних районів людини та інші види діяльності вже могли суттєво скоротити та фрагментувати поширення виду. Країни проживання: Японія, Південна Корея, Китай, Тайвань.

## Спосіб життя
Дрібні риби, головоногі молюски та ракоподібні (в основному донні види) складають раціон N. asiaeorientalis.

## Використання
У більшості районів Китаю та Японії торгівлі (для споживання) немає. Проте ці ссавці продаються та споживаються досить широко в деяких рибальських портах/ринках Південної Кореї (наприклад, Пусан, Ульсан). Обмежену кількість тварин продають рибалки місцевим виставковим/розважальним закладам.

## Загрози й охорона
N. asiaeorientalis надзвичайно сприйнятливі до заплутування в зябрових сітях, і велика кількість їх була та продовжує бути вбита в багатьох частинах ареалу. У Японії N. asiaeorientalis заплутуються в різноманітних типах знарядь лову. Зміни в методах риболовлі та використання акустичних відлякувачів могли зменшити побічний вилов у деяких районах, таких як західний Кюсю, але значні кількості все ще виловлюються зябровими мережами та іншими знаряддями лову. Так само велику кількість N. asiaeorientalis виловлюють у Південній Кореї, Китаї, Тайвані. Як прибережна й річкова тварина N. asiaeorientalis страждає від втрати та деградації середовища існування, руху човнів та забруднення. Масштабна зміна берегової лінії для розведення креветок і бурхлива забудова гавані (та іншого) по всій Східній Азії означає, що там менше середовища існування для N. asiaeorientalis. Середовище існування N. asiaeorientalis в системі річки Янцзи погіршилося внаслідок розробки водних ресурсів, включаючи дамби Гечжоуба та Три ущелини та близько 1300 менших дамб у притоках. Видобуток піску інтенсивно ведеться в озері Поянг, яке донедавна було оплотом N. asiaeorientalis у Янцзи.
Neophocaena phocaenoides внесено до Додатку I Конвенції про міжнародну торгівлю видами дикої фауни та флори, що перебувають під загрозою зникнення (CITES), і до Додатку II Конвенції про мігруючі види (CMS).